# Мелвин, Сильвестр
Сильвестр Мелвин (англ. Sylvester Melvin); 29 ноября 1851 — 12 марта 1962) — американский долгожитель. На момент смерти являлся старейшим живущим мужчиной земли, его возраст составлял 110 лет 103 дня.

## Биография
Сильвестр родился на ферме в городке Рубикон, округ Грин, штат Иллинойс, 29 ноября 1852 года. Его родителями были Томас Мелвин и Элизабет Мелвин. Окончил Уэслианский университет штата Иллинойс. В 1900 году он начал работать секретарём в компании взаимного страхования от пожаров округа Грин. В 107 лет он всё ещё работал в той же компании. У него также была своя животноводческая фирма, которая называлась «Сильвестр Мелвин и сыновья».
В возрасте 100 лет Сильвестр был в состоянии сгребать листья в своём саду. Он всё ещё мог вспомнить гражданскую войну в США, которая началась в 1861 году. В 109—ый день рождения Сильвестра, мэр города  Рубикон объявил этот день «Днём Сильвестра Мелвина». Сообщалось, что у него плохое зрение. В 110 лет он был госпитализирован с лёгким кишечным расстройством.
Мелвин умер 12 марта 1962 года в возрасте 110 лет, 103 дней.

## Личная жизнь
Сильвестр Мелвин был женат на Адди Стрикленд. Он  женился в 1880 году, всего у пары было четверо детей. Его жена Адди умерла в 1953/1954 годах. Проживал Сильвестр со своей дочерью.